# Geostrofisk balance
Geostrofisk balance er balancen mellem trykkraften og corioliseffekten.
| Naturvidenskab | Spire Denne naturvidenskabsartikel er en spire som bør udbygges. Du er velkommen til at hjælpe Wikipedia ved at udvide den. |